# Lista de episódios de Clang Invasion
Esta página possui a lista com a única Temporada de Robôs Invasores, a animação contém 52 episódios. A abertura não muda, pois muitos pensam ser duas temporadas. No Brasil, foi exibida apenas pelo Gloob e, em Portugal, pelo Canal Panda.
| Temporada | Episódios |
| --------- | --------- |
| 1         | 52        |

## 1ª Temporada
| Num | Título                                     |
| --- | ------------------------------------------ |
| 01  | A Caminho da Destruição                    |
| 02  | Limonada da Pesada                         |
| 03  | Eu, Robô Gigante                           |
| 04  | O Super-homem Superfantástico... e a Daisy |
| 05  | O Dia dos Clones                           |
| 06  | Pausa e Desordem                           |
| 07  | Teoria de Aprendizagem Robótica            |
| 08  | O Gato Fofinho... do Mal                   |
| 09  | O Caminho da Invenção                      |
| 10  | O Pesadelo De Robin                        |
| 11  | O Monstro do Pesadelo                      |
| 12  | O Halloween                                |
| 13  | Molecolenga                                |
| 14  | Pique-Esconde da Pesada                    |
| 15  | A Descoberta de Earl                       |
| 16  | Segunda-Feira Muito Louca                  |
| 17  | O Dentista do Mal                          |
| 18  | Medo De Neve                               |
| 19  | Robôs Artísticos                           |
| 20  | Robin Apaixonado                           |
| 21  | Perdidos No Espaço                         |
| 22  | O Grande Baile                             |
| 23  | Irmãos Mascotes                            |
| 24  | O Garoto Mais Legal Da Cidade              |
| 25  | Casa Mal-assombrada                        |
| 26  | Dois Pais São Melhores Do Que Um           |
| 27  | Expresso Urso Polar                        |
| 28  | Com Amigos Assim...                        |
| 29  | Licença Para Dirigir                       |
| 30  | Superprotetor                              |
| 31  | Primeiro De Abril!                         |
| 32  | Cara, Cadê Meu Cachorro?                   |
| 33  | Recicle, Reuse, Rerrobotize                |
| 34  | Diga Xis!                                  |
| 35  | Dia De Levar Os Pais Para O Trabalho       |
| 36  | Corrida de Kart                            |